# えふえむ草津

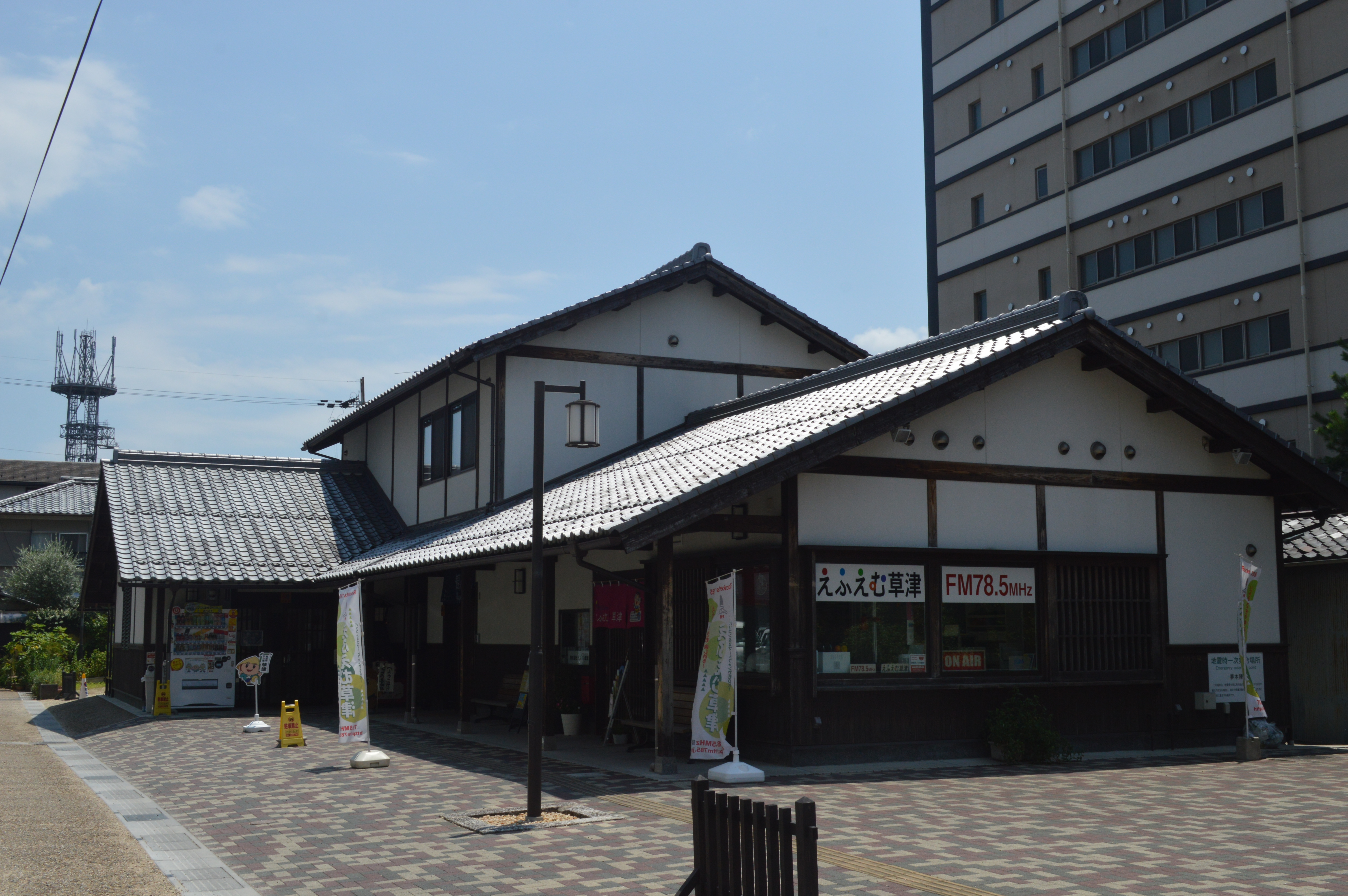
えふえむ草津が入るまちなか交流施設「くさつ夢本陣」

株式会社えふえむ草津（えふえむくさつ）は、滋賀県草津市、大津市、栗東市、守山市の各一部地域を放送区域として超短波放送（FM放送）をする特定地上基幹放送事業者である。ロケッツ785の愛称でコミュニティ放送をしている。

## 概要
滋賀県では4局目となるコミュニティ放送局でロゴマークは「勢いよく飛び出したい」としてロケットをモチーフとしている。
受信範囲は草津市、大津市、守山市、栗東市の各一部の計68,268世帯、その内、草津市は49,144世帯。
草津市のまちなか交流施設「くさつ夢本陣」に本社・スタジオを、送信所を草津市役所の屋上に置く。
24時間放送を行っている。ただし、日曜深夜（月曜未明）3時〜5時は放送休止。(2025年8月現在)
開局当初、自社制作率は比較的高く、その大半は自社運営のアナウンススクール受講生が番組パーソナリティーを務めていた。改編毎に全体の自社制作率は減少し、自社制作の生放送番組は、平日の朝と夕方に集約されている。
草津市は広報番組に関する費用は支払うが、それ以外での運営支援は行わず、収益源は草津市の広報費を含むCM、および「話し方講座」や「アナウンススクール」などのえふえむ草津が主催する各種講座の受講料である。
毎週日曜日18時（10月から3月は17時）には訓練放送として「夕焼け小焼け」が放送される。音源は旧音源風のJ研音源である。草津市内89カ所の防災無線からも流れる。
災害発生時には草津市危機管理室および湖南広域消防局からの割込放送が可能で、緊急防災情報を発信する。従前は防災無線でしか受信できなかった緊急情報が一般のラジオでも聞ける他、緊急地震速報の自動割込装置の導入も検討されている。毎月17日午前9時には災害訓練放送を行う（奇数月がえふえむ草津、偶数月が草津市危機管理課担当）。

## 沿革
- 2008年（平成20年）
  - 2月　市内の活性化を目的に草津市がコミュニティ放送局事業者を募集[5][7]
    - 後に「エフエム草津設立準備室」を草津市役所旧庁舎内に開設。

  - 3月　地域住民を対象とした、アナウンサースクールの第1期開始。
  - 6月　コミュニティ放送局事業者として芸能事務所社員だった草津市在住の酒井恵美子を社長に選ぶ[5][7]。
  - 10月30日から2日間行われた「くさつ街あかり・華あかり・夢あかり2008」にて、11月1日の夕刻から『駅前広場コンサート「えふえむ草津 開局プレイベント」』を実施[8]。アナウンサースクールの受講生が担当し、えふえむ草津の開局情報を伝えた。
  - 11月20日　放送局（現・特定地上基幹放送局）の予備免許取得。
- 2009年（平成21年）
  - 3月9日　事務所を草津市役所旧庁舎からくさつ夢本陣に移転。
  - 3月16日　放送局の免許取得。
  - 3月20日　開局。
  - 10月 平日の自社番組放送時間を短縮。MORNING ROCKETS 785（平日7時 - 9時）を終了させ、POWER785（平日14時　- 15時）を金曜13時台に移動。空いた枠はUSENの再送信時間となる。
- 2010年（平成22年）6月、土曜と日曜の自社制作を取りやめる。空いた枠はUSENの再送信をする。
- 2011年（平成23年）10月　再送信番組の供給元が、USENからスターデジオに変更される。
- 2012年（平成24年）3月　初代社長の酒井恵美子が退任[9]。
- 2013年（平成25年）4月1日　サイマルラジオによる配信開始。これに伴い、スターデジオの再送信を終了。
- 2014年（平成26年）7月17日　FMラジオで放送すべき災害訓練放送を人的ミスにより防災無線で放送した。公式ウェブサイトに、翌18日「放送は抜き打ち訓練である」とした事実と異なる内容を掲載したものの、住民と市議会議員からの指摘により、25日に人的ミスであったと謝罪した[10]。

## 番組

### 現在の主な自社制作番組
- KASATSU FRONT LINE【生放送】（月 - 金 8:00 - 8:30・再放送　14:00 - 15:00）
- モーニングロケッツ785【生放送】（月 - 金 9:00 - 11:00・再放送　14:00 - 16:00）
  - Whooplopiepiez Delicious radio JAM⭐︎SUN（月 11:00 - 12:00）
  - 草津商工会議所 BIZプレス[11]（水 11:00 - 12:00）
  - KASATSU SPORTS GALLERY（木 11:00 - 12:00・再放送 月 19:00 - 20:00 ※2週目は再放送）
  - あおばな散歩（第1・3週 11:00 - 12:00）
  - 教えて消防士さん（第2週 11:00 - 12:00）
  - ハイスクール草津（第4週 11:00 - 12:00）
- イブニングロケッツ785【生放送】（月 - 金 17:00 - 19:00・再放送　22:00 - 24:00）
- くさつ⭐︎コミュニTea Time!! [12]（第1・2週 12:00 - 13:00・（再放送）20:00 - 21:00、25:00 - 26:00）
- 意外と知らない草津の歴史[13]（第3・4週 12:00 - 13:00・（再放送）20:00 - 21:00、25:00 - 26:00）
  - 人生大根役者（火曜　19:00 - 19:30 ※第2・4週は再放送）
  - 若者につながりロケッツ（第1・2週火曜　19:00 - 20:00 ※第2週は再放送）
  - カケカケ（第3・4週火曜 19:00 - 20:00 ※第4週は再放送）
  - アニパラ（第5週火曜 19:00 - 20:00）
- 愛民のLove melody【生放送】（月曜 13:00 - 14:00・再放送　月曜（深夜）0:00 - 1:00、土曜 21:00 - 22:00）
- 佐合井マリ子のCaddy Spoon【生放送】（火曜 13:00 - 14:00/ 再放送　火曜（深夜） 0:00 - 1:00、土曜 22:00 - 23:00）
- GINLALA 午後は大銀醸【生放送】（水曜 13:00 - 14:00・再放送　水曜（深夜） 0:00 - 1:00、土曜 23:00 - 24:00）
- 伊谷亜子のエレキ DE SHOW【生放送】（木曜 13:00 - 14:00・再放送　木曜（深夜） 0:00 - 1:00、土曜 24:00 - 25:00）
- Happy BOUSAI[14]（火曜 12:00 - 13:00・再放送　火曜（深夜）　1:00 - 2:00）
- 杉本まみミュージックセレクション（火曜　19:00 -20:00）
- 草津署えふえむ交番[15]（水曜 12:00 - 12:30・再放送　20:00 - 20:30、25:00 - 25:30）
- TAX RADIO!（第1・2週 12:30 - 13:00・再放送　20:30 - 21:00、25:30 - 26:00）
- スマートウェルネスくさつ[16]（第3・4週 12:30 - 13:00・再放送　20:30 - 21:00、25:30 - 26:00）
- 月刊くさつアートセンター（第1・2週木曜 12:00 - 13:00・再放送　20:00 - 21:00、25:00 - 26:00）
- 俳句5-7-GO!の時間[17]（第3・4週木曜 12:00 - 13:00・再放送　20:00 - 21:00、25:00 - 26:00※第4週は再放送）
- 声の広報（第1・2週金曜　12:00 - 13:00・再放送　20:00 - 21:00、25:00 - 26:00 ※第2週は再放送）
- 草津レポート（第3・4週金曜 12:00 - 13:00・再放送　20:00 - 21:00、25:00 ※第4週は再放送）
- 乾杯！ダレがトクするラジオ（第1・2週金曜 21:00 - 22:00 ※第2週は再放送）
- ぐるっとまち歩き〜草津道中〜[18]（土曜 12:00 - 12:30・再放送　20:00 - 20:30、25:00 - 25:30 ※第2・4週は再放送。）
- 懐かし歌謡曲（土曜 12:00 - 12:30・再放送　25:30 - 26:00）

### 開局当時の自社制作番組
参考文献：えふえむ草津 Rockets785 番組大枠 （2009年3月23日現在）
| 番組名                                                         | 放送時間    | 月       | 火       | 水       | 木       | 金       | 土       | 日       |
| -------------------------------------------------------------- | ----------- | -------- | -------- | -------- | -------- | -------- | -------- | -------- |
| はやひる785                                                    | 11時 - 13時 | チェック | チェック | チェック | チェック | チェック |          |          |
| Music SQUARE 785                                               | 13時 - 14時 | チェック | チェック |          | チェック | チェック |          |          |
| 新愛Co                                                         | 13時 - 14時 |          |          | チェック |          |          |          |          |
| POWER 785 （アナウンススクール受講生がパーソナリティを務める） | 14時 - 15時 | チェック | チェック | チェック | チェック | チェック |          |          |
| おちゃうけ785                                                  | 15時 - 17時 | チェック | チェック | チェック | チェック | チェック |          |          |
| EVENING ROCKETS 785                                            | 17時 - 19時 | チェック | チェック | チェック | チェック | チェック |          |          |
| WEEKEND ROCKETS 785                                            | 9時 - 11時  |          |          |          |          |          | チェック | チェック |
| AIR CHECK 785                                                  | 11時 - 13時 |          |          |          |          |          | チェック | チェック |
| KUSATSU NAVI 785                                               | 13時 - 15時 |          |          |          |          |          | チェック | チェック |
| HOT POT CAFE 785                                               | 15時 - 17時 |          |          |          |          |          | チェック | チェック |